# A100 road
Die A100 ist eine Straße in London, die zwischen der A2 road und dem Tower Hill (A2103) verläuft. Dabei quert sie die Themse über die Tower Bridge und verläuft östlich am Tower of London vorbei. Festgelegt wurde sie 1922.